# تاج ناپلئون سوم
تاج ناپلئون سوم تاجی بود که برای ناپلئون سوم آخرین امپراتور فرانسه ساخته شد. اگرچه ناپلئون سوم هیچگاه اقدام به تاج‌گذاری نکرد اما به مناسبت برگزاری نمایشگاه جهانی پاریس در سال ۱۸۵۵ این تاج برای وی ساخته شد. تاج ساخته شده از جنس طلا و مزین به ۸ عقاب با بال‌های برافراشته و قوس‌دار همراه با برگ نخل‌هایی از جنس الماس بود که انتهای بال‌های عقاب‌ها و برگ نخل‌ها به یک گوی صلیب‌دار در بالای تاج ختم می‌شد.
در زمان ساخت تاج ناپلئون سوم تاجی نیز برای همسر وی یوجنیی د مونتییو ساخته شد که با نام تاج امپراتریس مونتییو شناخته می‌شود. تاج امپراتریس همانندی بسیاری با تاج امپراتور داشت اما نسبت به آن کوچک‌تر و ظریف‌تر بود. در سال ۱۸۷۰ به دنبال شکست فرانسه در جنگ فرانسه و پروس نظام امپراتوری منحل شد و ناپلئون سوم تا زمان مرگ در سال ۱۸۷۳ همراه همسرش به زندگی در چیزلهرست در جنوب انگلستان ادامه داد.
در سال ۱۸۸۵ مقامات جمهوری سوم فرانسه اقدام به فروش بیشتر جواهرات سلطنتی از جمله تاج ناپلئون سوم کردند. با این حال تاج امپراتریس مونتییو به خانواده امپراتور سابق بازگردانده شد و به ماری کلاتو بناپارت اختصاص یافت. این تاج سرانجام در سال ۱۹۸۸ به حراج گذاشته شد و سپس توسط روبرتو پولو به موزه لوور اهدا شد جایی که اکنون نیز در آن نگهداری می‌شود.

## نگارخانه

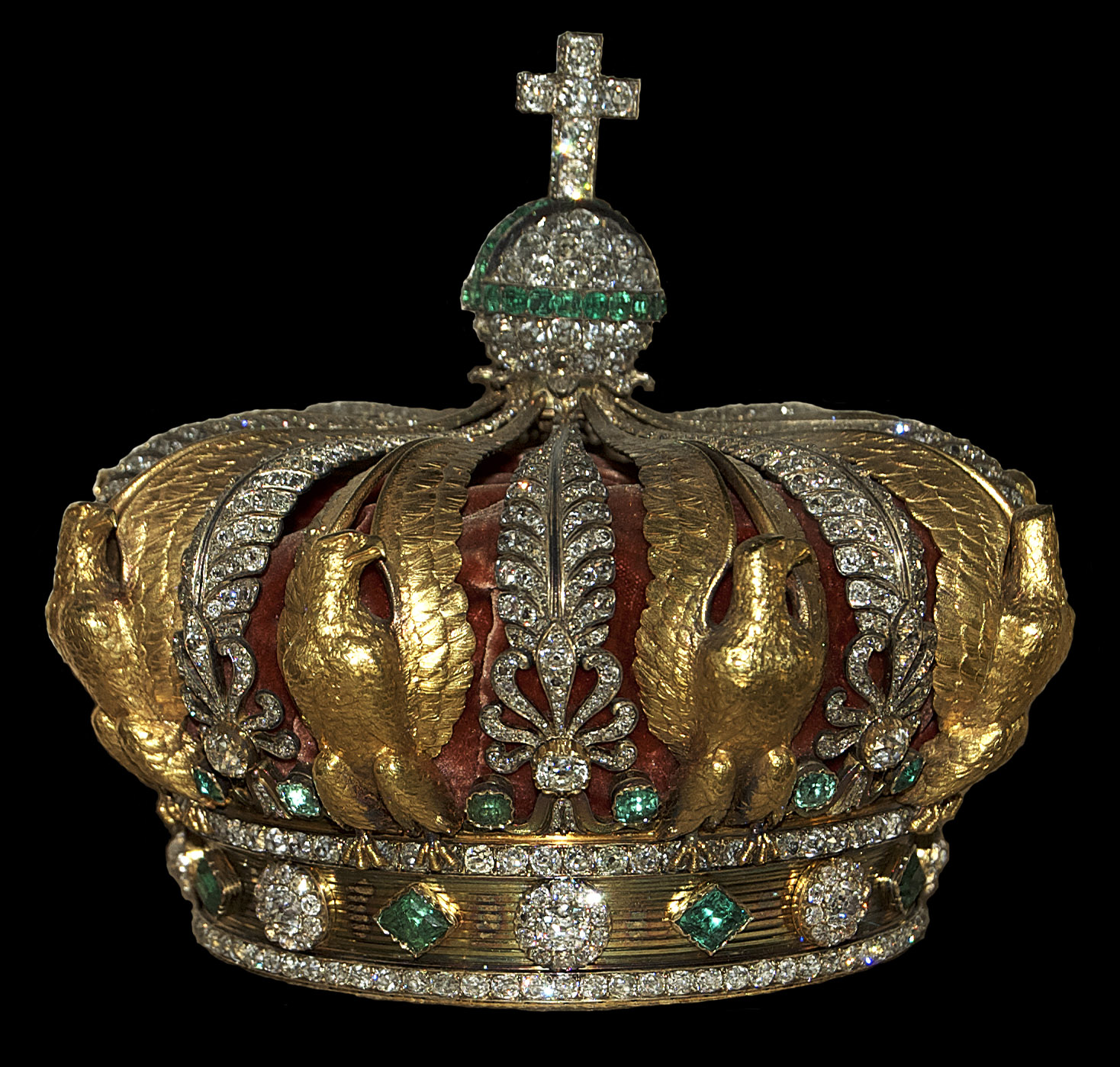
تاج امپراتریس مونتییو